# Protaetia kalisi
Protaetia kalisi är en skalbaggsart som beskrevs av Schauer 1939. Protaetia kalisi ingår i släktet Protaetia och familjen Cetoniidae. Inga underarter finns listade i Catalogue of Life.